# Шелищ, Борис Исаакович
Бори́с Иса́акович Ше́лищ (28 сентября [11 октября] 1908, Киев — 1 марта 1980, Ленинград) — участник Великой Отечественной войны, изобретатель.
Во время службы в ВС Союза ССР разработал и внедрил способ перевода бензинового двигателя на водородное топливо. За своё изобретение удостоен ордена Красной Звезды (1941 год).

## Биография

### До войны
Борис Исаакович родился 28 сентября 1908 года, в Киеве Российская империя, в семье ткача. После смерти отца в 1923 году Борис с матерью продолжили его дело. В 1928 году Борис переезжает в Ленинград, где устраивается работать в типографию, но вскоре призывается на срочную службу в РККА. После увольнения в запас ВС Союза ССР, в 1932 году, проходит путь от техника автопарка до главного механика трикотажной фабрики. В 1935 году получает своё первое авторское свидетельство — на «Устройство для регулирования подачи топлива к карбюратору двигателя на моторных повозках».

### Война
Об изобретении Б. И. Шелища подробнее написано в соответствующем разделе — #Перевод бензинового двигателя на водородное топливо

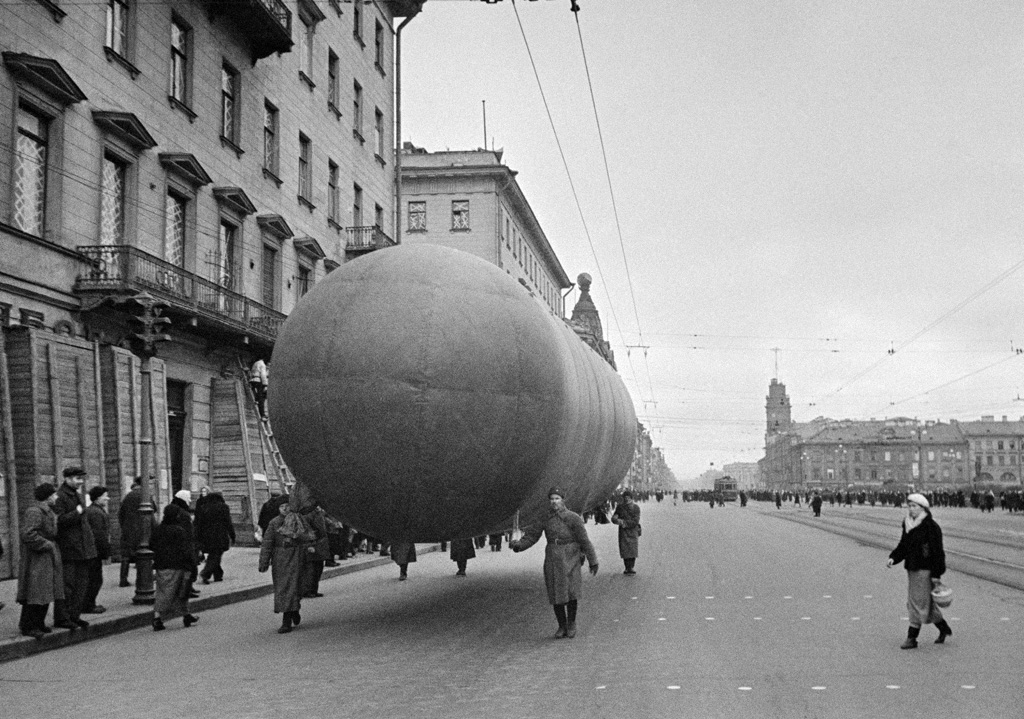
Газгольдер для заправки аэростатов заграждения на Невском проспекте в Ленинграде. 1941 год.

Уже 23 июня 1941 года Борис Исаакович призывается в Красную Армию. Он попадает в 3-й полк аэростатов заграждения 2-го корпуса ПВО на должность автотехника. Автомобили с установленными лебёдками использовались в войсках для спуска и подъёма аэростатов. Однако уже осенью 1941 года в Ленинграде закончился бензин, и тогда Шелищ сумел перевести автомобильные двигатели на использование отработанного аэростатами водорода. После успешного проведения опыта командование приказывает перевести на водородное топливо все лебёдки в городе, а в 1942 году Шелища командируют в Москву для внедрения своей технологии в московские части ПВО. Зимой 1941 года младшего воентехника Шелища за внесённое рацпредложение награждают орденом Красной Звезды. К 1943 году Шелищ получает звание техника-лейтенанта, а к 1945 году — звание старшего техника-лейтенанта.

### После войны
По окончании войны Борис Исаакович сначала возвращается на трикотажную фабрику, а с 1948 года работает на автотранспортных предприятиях. 9 декабря 1945 у Шелища рождается сын — Пётр Борисович Шелищ. Борис Исаакович получает высшее образование на факультете экономики университета марксизма-ленинизма. В середине 1970-х годов, когда водородная энергетика переживала бурный рост, изобретателя приглашают читать лекции в АН СССР.
Борис Исаакович Шелищ скончался 1 марта 1980 года и был похоронен на Преображенском еврейском кладбище.

## Перевод бензинового двигателя на водородное топливо

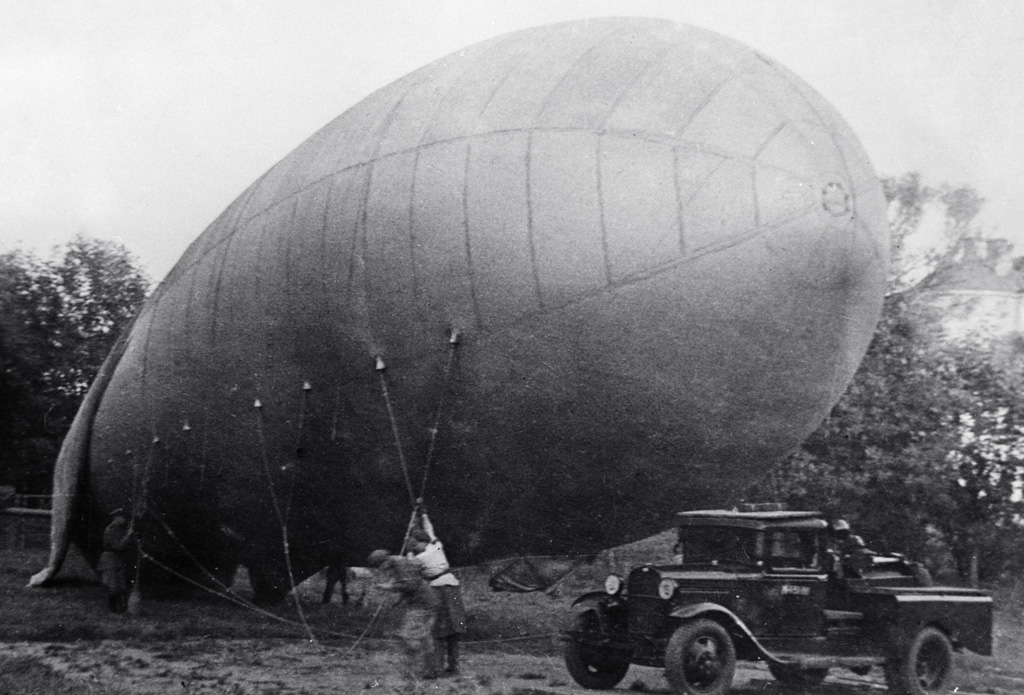
Красноармейцы устанавливают аэростат заграждения. На переднем плане — ГАЗ-АА. 1942 год.

Аэростаты заграждения накачивались водородом, который из-за пористости оболочки утекал в атмосферу, уступая место в аэростате другим атмосферным газам. Из-за загрязнения снижалась подъёмная сила аэростата и, соответственно, максимальная высота полёта. Кроме того, получающаяся смесь — гремучий газ — взрывоопасна (так, по официальной версии, именно образование гремучего газа стало причиной крушения дирижабля «Гинденбург»). Поэтому по регламенту аэростаты было необходимо перезаправлять, когда доля посторонних газов достигнет 17 % общего объёма аэростата. На практике аэростаты приходилось перезаправлять каждые двадцать пять — тридцать дней. Для спуска и подъёма использовались лебёдки, установленные на полуторки ГАЗ-АА и работающие от бензинового двигателя грузовика, пока в сентябре 1941 года в Ленинграде не закончился бензин. После безуспешных попыток спускать аэростаты вручную или с использованием лифтовых лебёдок (вскоре в Ленинграде не стало и электричества) Борис Исаакович приходит к мысли использовать в качестве горючего отработанный аэростатами водород, который прежде просто выпускали в атмосферу. По воспоминаниям самого Шелища, на эту идею его вдохновил эпизод из романа Жюля Верна «Таинственный остров», в котором разложенная на водород и кислород вода называлась «топливом будущего». В Ленинграде проблем с водородом не было: он бесперебойно поступал в осаждённый город по газопроводу, проложенному по дну Ладожского озера. По другим данным, водород поступал в войска с одного из ленинградских заводов (хотя и с частыми перебоями).
С разрешения командования был проведён эксперимент, в котором шланг от аэростата был напрямую подсоединён к двигателю. После нескольких минут стабильной работы произошёл взрыв газгольдера, а сам Борис Шелищ получил контузию. Однако позже изобретатель добавляет между двигателем и газгольдером гидрозатвор, сделанный кустарным способом из огнетушителя и обрезков труб, который отсекал открытое пламя и не позволял вспышкам в двигателе дойти до газгольдера. Прибывшая комиссия одобряет работу Шелища и приказывает перевести все аэростатные лебёдки на водородное топливо. За десять дней было переоборудовано двести автомобилей.
Сам Шелищ отмечал, что двигатель на водородном топливе лучше заводился в мороз, а стендовые испытания показали меньший износ деталей, чем при работе на бензине. Мощность двигателя достигала двадцати лошадиных сил. В представлении к ордену Красной Звезды в ноябре 1941 года командование оценило экономию от изобретения Шелища в 502,5 тысячи рублей в год в масштабе 2-го корпуса ПВО. В заключении было отмечено, что «изобретение тов. Шелища Б. И. имеет огромное оборонное и народно-хозяйственное значение». 20 декабря 1941 года вышел фронтовой указ о награждении.
В январе 1942 года двигатель, работающий на водороде, демонстрировался на выставке работ военных изобретателей и рационализаторов. Двигатель оставили работать в закрытом помещении, так как вместо выхлопных газов выделялся водяной пар.
В 1942 году Бориса Шелища вызвали в Москву для передачи опыта столичным частям ПВО. В Москве на водородное топливо было переведено триста двигателей.
Летом 1943 года Борис Исаакович подаёт заявку об изобретении, зимой 1945 публикуется описание изобретения к авторскому свидетельству СССР с заголовком: «Способ эксплуатации установок с аэростатами заграждения».

## Награды
- Орден Красной Звезды (1941)[1][15]
- Медаль «За оборону Ленинграда» (1943)[16][17]
- Медаль «За победу над Германией в Великой Отечественной войне 1941—1945 гг.» (1945)[18][19]

## Память
- В музее ПВО в Санкт-Петербурге хранится огнетушитель-гидрозатвор, сконструированный Шелищем[4].
- Документальный фильм «Водородный лейтенант. Борис Шелищ» (Россия, 2006). Режиссёр и автор сценария — А. Артемьев[20].